# Centre pénitentiaire de Remire-Montjoly
Le centre pénitentiaire de Remire-Montjoly est une prison française située en Guyane sur le territoire de la commune de Remire-Montjoly, dans la banlieue Est de Cayenne. Ce centre pénitentiaire peut accueillir jusqu'à 538 détenus.

## Histoire
Le centre pénitentiaire de Remire-Montjoly a reçu les premiers détenus le 28 avril 1998, à l'occasion de la fermeture de la maison d'arrêt de Cayenne.
Le 3 juillet 1999 une émeute des détenus a détruit une grande partie du centre pénitentiaire, nécessitant le transfert de plusieurs détenus vers la métropole.